# Centro spaziale del Fucino
Il Centro spaziale del Fùcino è un centro spaziale e il più grande teleporto al mondo per usi civili utilizzato per il controllo dei satelliti artificiali, per le telecomunicazioni satellitari e per i servizi di rete hosting, televisivi e multimediali. Situato nella piana del Fucino in Abruzzo, all'interno del territorio comunale di Ortucchio (AQ), è intitolato all'ingegnere Piero Fanti, primo direttore di Telespazio, e gestito dalla stessa società costituita da una joint venture tra l'italiana Leonardo (Finmeccanica) per il 67% e la francese Thales per il restante 33%. Ospita il museo tecnologico di Telespazio.

## Storia

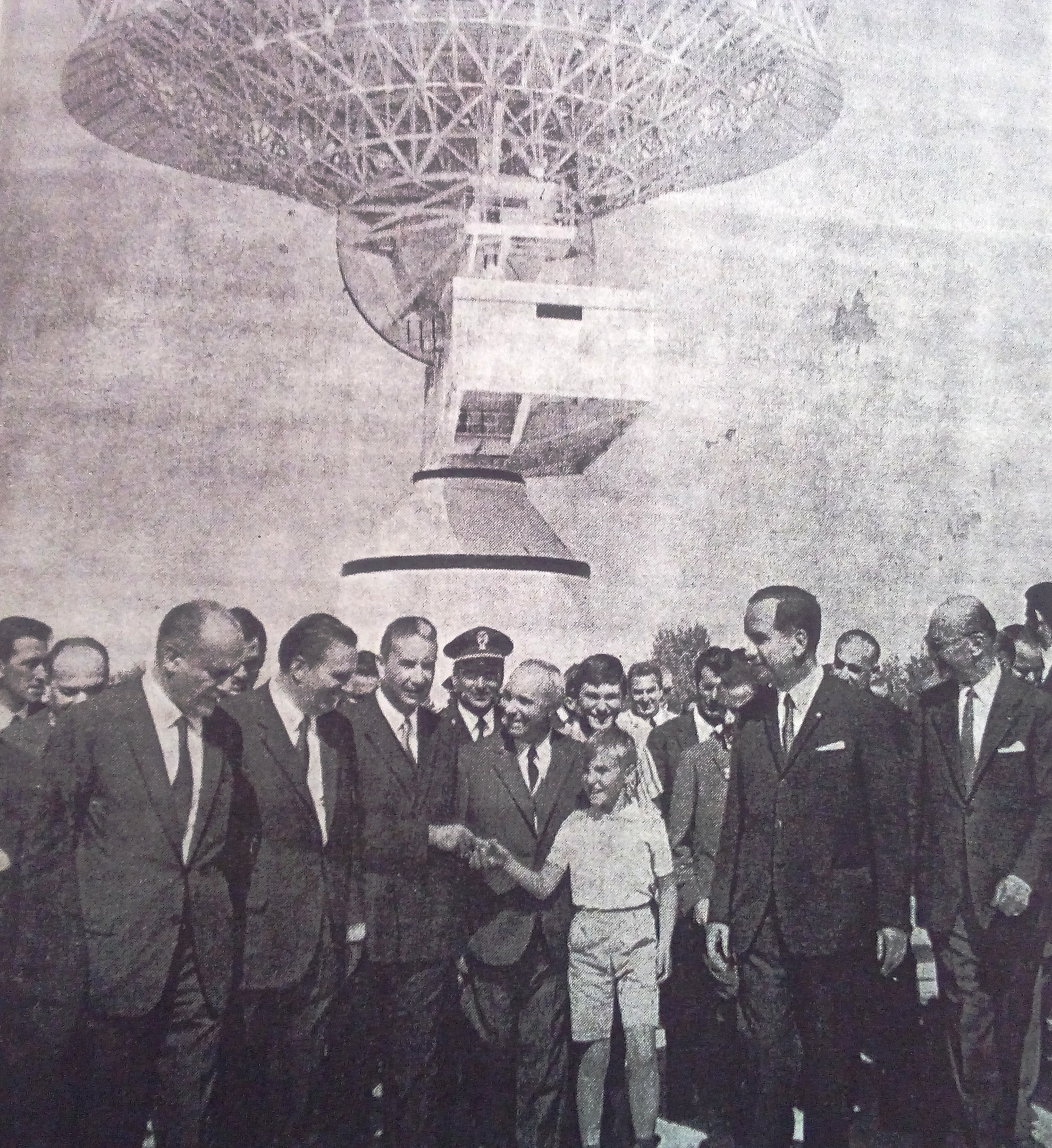
28 settembre 1967: inaugurazione ufficiale del centro spaziale alla presenza di Aldo Moro

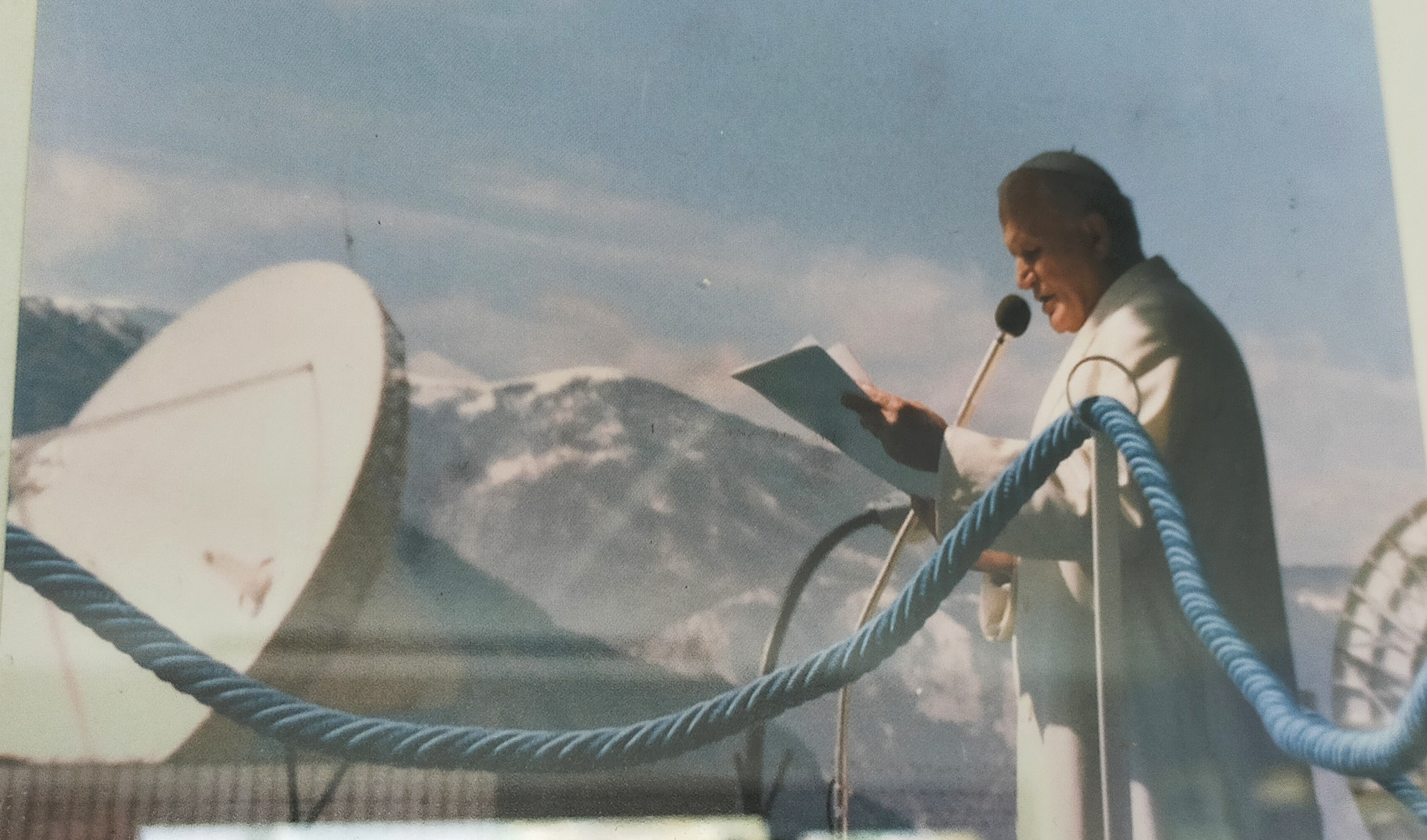
24 marzo 1985: papa Giovanni Paolo II invia dalla base spaziale un messaggio di pace a tutti i lavoratori

L'inizio della storia di Telespazio coincide con la firma del protocollo d'intesa tra la società italiana e la NASA che avvenne ufficialmente nel gennaio del 1962 e permise di partecipare e di sviluppare i progetti relativi ai satelliti Telstar e Relay. Con la concessione della licenza esclusiva da parte del Ministero delle poste e delle telecomunicazioni fu avviata la costruzione dei primi impianti utilizzati per la sperimentazione delle telecomunicazioni satellitari tra l'Europa e gli Stati Uniti d'America, in un territorio favorevole da un punto di vista orografico ed elettromagnetico.
La prima pietra della "Stazione sperimentale del Fucino per le comunicazioni tramite satelliti artificiali" fu posata l'8 marzo 1962, mentre l'esercizio delle sperimentazioni avvenne a cominciare dalla seconda metà dello stesso anno attraverso alcune piccole antenne del ponte radio installate su tre furgoni mobili parcheggiati nella piana del Fucino, in località Bacinetto in via Cintarella, nel comune di Ortucchio. In seguito all'esito positivo della fase di studio venne fissata a terra nel 1964 la prima antenna che divenne il simbolo dell'industria moderna in un periodo in cui si procedeva al progressivo smantellamento dello storico zuccherificio di Avezzano che rappresentò la prima iniziativa di tipo industriale avviata in questo territorio.
Nel 1965 il centro spaziale del Fucino venne aperto alle comunicazioni satellitari con la modifica della prima piccola antenna sperimentale che fu adeguata per i servizi primari di telemetria e telecomando. Il 6 aprile dello stesso anno venne lanciato il primo satellite commerciale per le telecomunicazioni con il quale iniziava il 28 giugno il servizio commerciale di telefonia e televisione tra la stazione di terra di Andover (US-ME) negli Stati Uniti e la neonata stazione abruzzese, dotata ancora di una piccola antenna parabolica da 9,14 metri di diametro, che poteva operare soltanto nei fine settimana anche a causa della limitatezza del primo satellite commerciale mandato in orbita, l'Intelsat I.

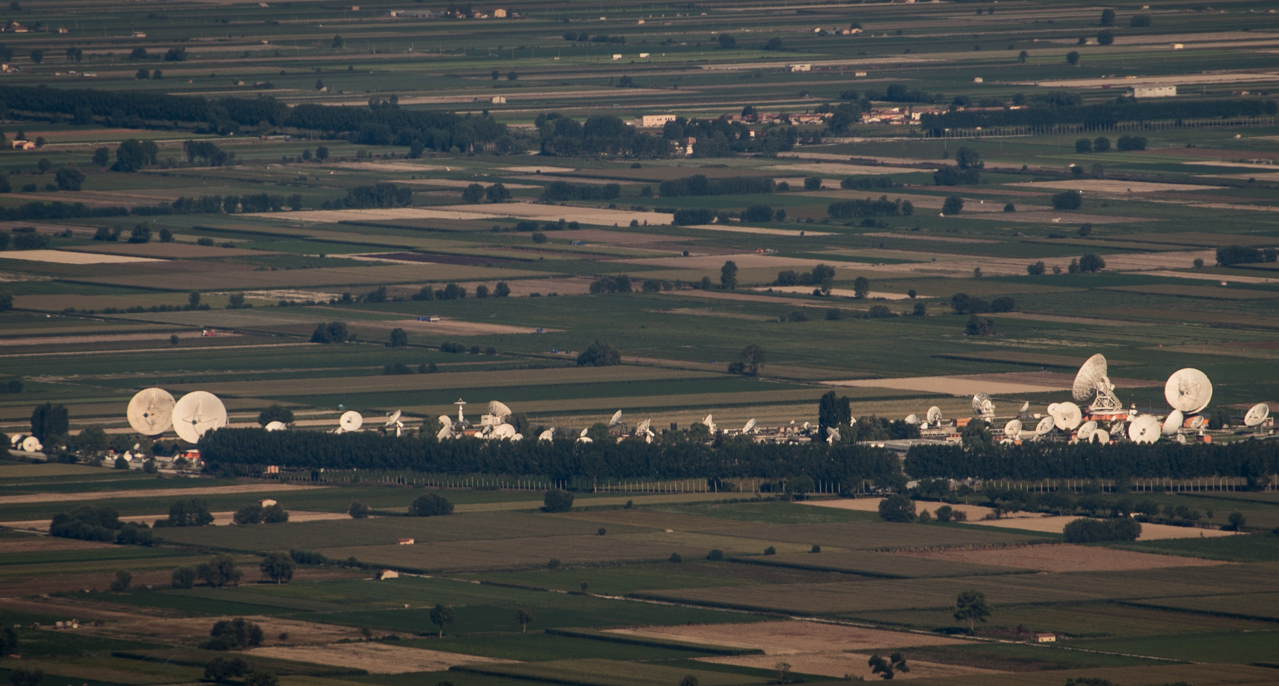
Centro spaziale del Fucino visto da Sperone, paese abbandonato del monte Serrone

Nel 1966 venne innalzata nel Fucino la prima grande antenna parabolica da 27 metri capace di coprire l'area atlantica che entrò in servizio nell'agosto 1967, pochi giorni prima dell'inaugurazione ufficiale del centro spaziale che avvenne il 28 settembre, a cui partecipò anche il capo del Governo Aldo Moro. Il 25 novembre 1968, poco più di un anno dopo l'inaugurazione ufficiale, Poste italiane emise un francobollo commemorativo.

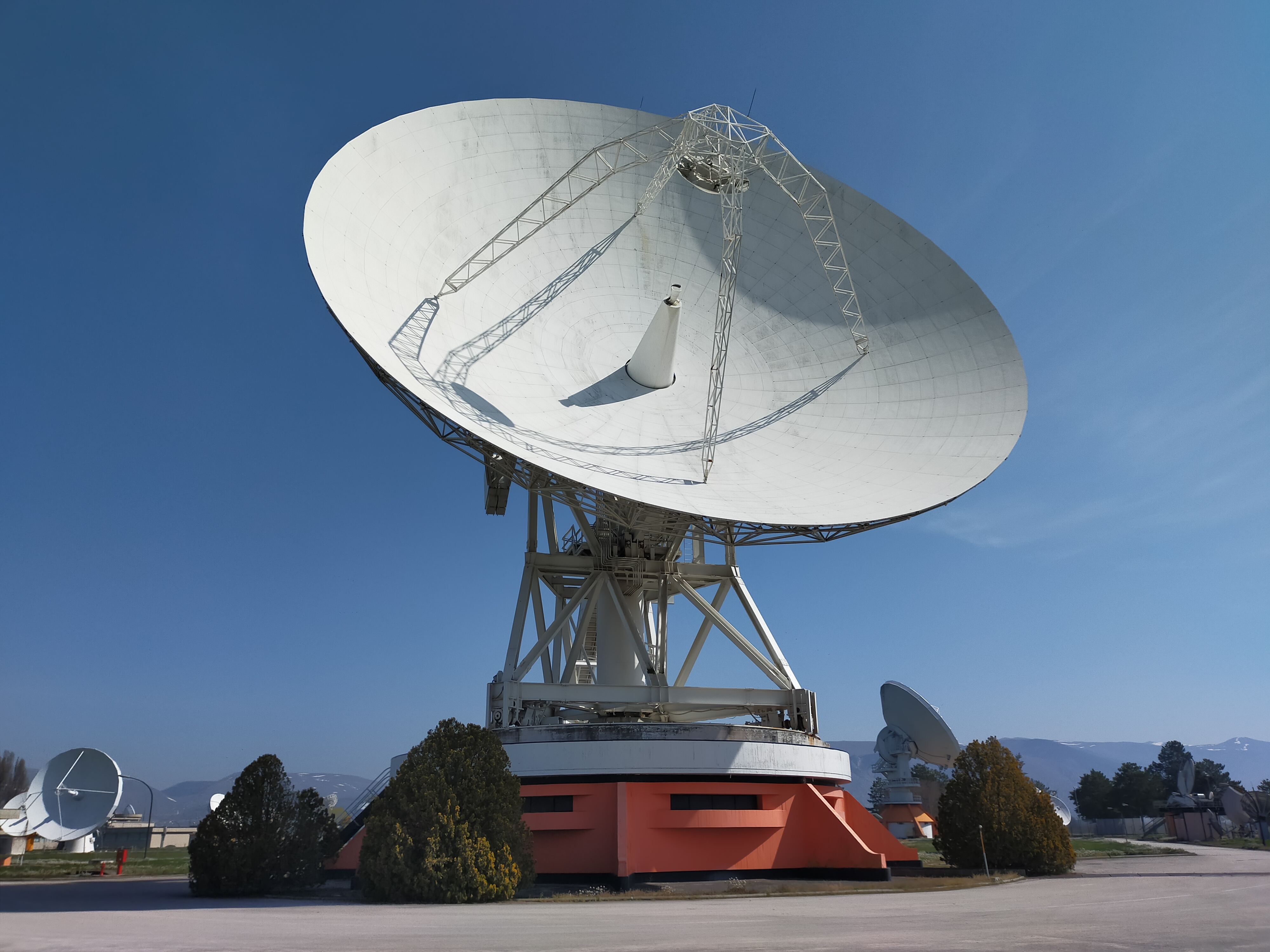
Antenna parabolica IOT-32

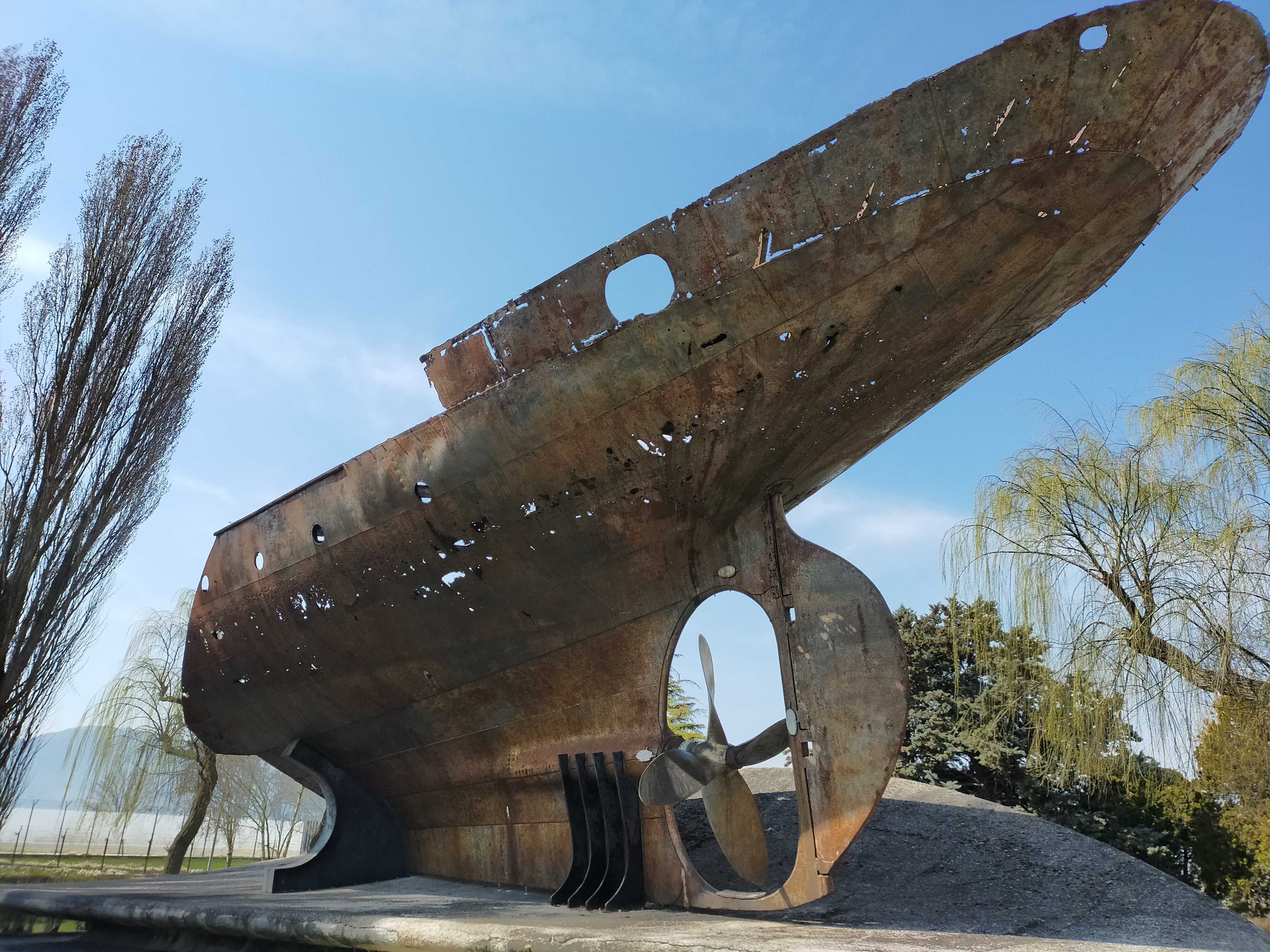
Poppa della nave Elettra

Nel 1969 dal Fucino sono stati trasmessi in mondovisione due eventi storici: l'allunaggio con il primo sbarco dell'uomo sulla Luna e la visita di papa Paolo VI in Uganda.
Negli anni successivi furono avviate numerose collaborazioni nel campo delle telecomunicazioni satellitari e dei servizi televisivi con enti spaziali internazionali e avviate grazie alla rete nazionale ed internazionale dei centri spaziali e dei teleporti.
Nel 1971 furono effettuate delle riprese in esterni per la miniserie televisiva fantascientifica A come Andromeda, diretta da Vittorio Cottafavi e trasmessa su Rai 1 nel 1972.
Il 24 marzo 1985 papa Giovanni Paolo II inviò da questa base un messaggio di pace a tutti i lavoratori del mondo prima di proseguire la sua visita nella Marsica verso la città di Avezzano. La visita che doveva esserci nel giorno della festa di san Giuseppe, patrono dei lavoratori, fu posticipata a causa di una nevicata che rese le strade abruzzesi difficilmente praticabili, in un anno, il 1985, che fece registrare un'ondata di freddo con temperatura minima record di -26,5 °C. 
Il 30 aprile 1986, alle ore 18 circa, l'Italia si collegò per la prima volta a Internet grazie anche a un'antenna del centro spaziale nella quale fu inviato dal Centro Nazionale Universitario di Calcolo Elettronico, collocato all'epoca presso l'Università di Pisa, il primo ping per verificare la connessione di rete. Il segnale ritrasmesso dal Fucino al satellite Intelsat IV fu girato e ricevuto dal teleporto statunitense di Roaring Creek, vicino a Catawissa in Pennsylvania.
Nel 1989 Peter Fonda fu l'attore protagonista di Sound, miniserie televisiva ambientata nella stazione satellitare terrestre, diretta da Biagio Proietti e andata in onda su Rai 2.
Nel 2018 al centro spaziale del Fucino è stato assegnato il riconoscimento internazionale della "Full Certification" dalla World Teleport Association (WTA).
La stazione realizzata su 370.000 metri quadrati di superficie dispone di circa 180 antenne paraboliche, delle quali la più grande, denominata IOT-32, presenta un diametro di 32 metri.

## I principali progetti

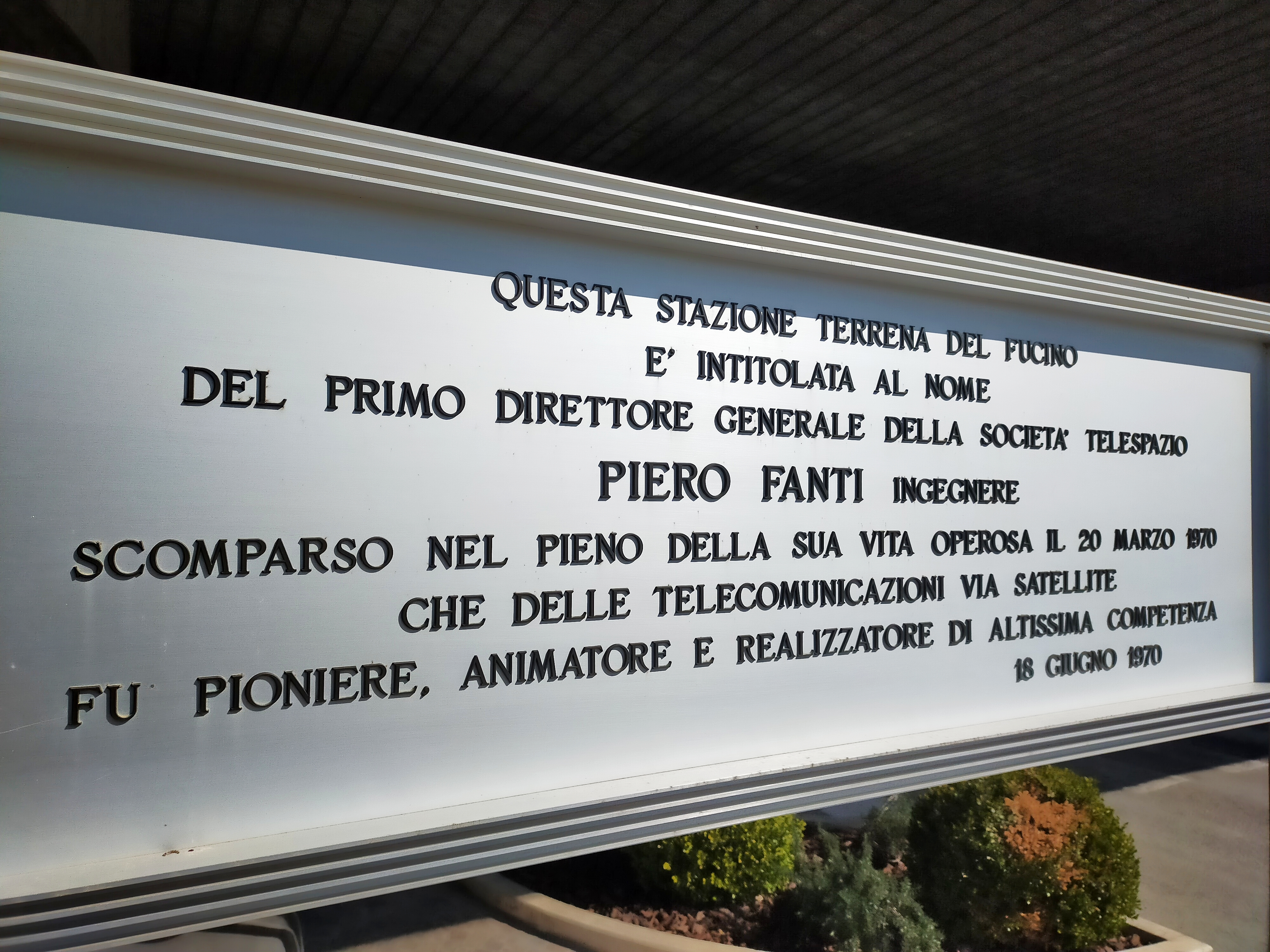
Targa dedicata al primo direttore di Telespazio, Piero Fanti

Tra i progetti più importanti coordinati dal centro spaziale del Fucino figurano Italsat, Landsat, la missione PRISMA, il progetto SIRIO con simulazioni effettuate nella seconda metà degli anni settanta nei pressi del rifugio Telespazio sul monte Magnola ad Ovindoli, Astrolink, OLYMPUS, Artemis, il comando e il controllo di un segmento del sistema satellitare COSMO-SkyMed, il progetto Argo, riservato alle comunicazioni di emergenza con stazioni fisse e mobili a disposizione del dipartimento della protezione civile per prevenire gravi incidenti o le calamità naturali e per affrontare le emergenze, il sistema di posizionamento Galileo, una struttura di navigazione, controllo, posizionamento satellitare e di gestione di circa 40 stazioni terrestri, il progetto Moonlight finalizzato a creare la rete internet sulla Luna, sviluppo della costellazione satellitare italiana Iride, il progetto S-EDGE, che permette attraverso l'utilizzo di droni di gestire la sicurezza pubblica e i casi di emergenza attraverso il pattugliamento, il rilevamento e il controllo dei satelliti artificiali-meteorologici del sistema Meteosat, tra cui il cosiddetto "cacciatore di fulmini", il primo satellite Meteosat di Terza Generazione (Mtg) lanciato in orbita il 13 dicembre 2022, il progetto U-Elcome, con la gestione di delivery drone utilizzati per il trasporto dei farmaci ospedalieri dai nosocomi di Avezzano e L'Aquila nelle farmacie di alcuni comuni montani del parco naturale regionale Sirente-Velino.

## NaveElettrae museo
Quasi a collegare simbolicamente la moderna tecnologia delle comunicazioni spaziali con quella pionieristica di Guglielmo Marconi, nell'alveo del lago prosciugato, venne collocata nel 1978 dal Ministero delle poste e telecomunicazioni la parte rimanente della poppa, completa di elica e timone, della nave Elettra sulla quale Marconi dal 1919 sino agli anni trenta effettuò studi ed esperimenti di radiofonia realizzando il primo "laboratorio galleggiante" della storia. La nave, requisita durante la seconda guerra mondiale dai nazisti, il 22 gennaio 1944 venne colpita da un cacciabombardiere Alleato e si arenò nei pressi di Zara, in Dalmazia. Nel corso del 1977 fu tagliata in più parti che vennero esposte in diversi spazi museali. Alcuni frammenti ferrosi dello scafo presenti nell'insediamento telespaziale sono stati fatti analizzare dalla Camera di commercio, industria, artigianato e agricoltura di Roma che ne ha favorito il successivo restauro.
All'interno del teleporto abruzzese è stato  allestito a cominciare dal 1968 e reso visitabile dal 1986 il museo tecnologico che si compone delle apparecchiature cadute in disuso e delle prime antenne sperimentali utilizzate sui trucks per collegare i primi ponti radio-televisivi dall'Italia.